# جین آستین در منهتن
جین آستین در منهتن (به انگلیسی: Jane Austen in Manhattan) فیلمی محصول سال ۱۹۸۰ و به کارگردانی جیمز آیووری است. در این فیلم بازیگرانی همچون آن بکستر، رابرت پاول، مایکل واگر، شان یانگ، چارلز مککگوان، تیم چوات ایفای نقش کرده‌اند.